# يوميكو سوزوكي (راكبة الكنو)
يوميكو سوزوكي (باليابانية: 鈴木祐美子) هي راكبة الكنو يابانية، ولدت في 13 يناير 1976.

## وصلات خارجية
- يوميكو سوزوكي على موقع أوليمبيديا (الإنجليزية)